# Ooctonus fuscipes
Ooctonus fuscipes är en stekelart som beskrevs av Whittaker 1931. Ooctonus fuscipes ingår i släktet Ooctonus och familjen dvärgsteklar. Inga underarter finns listade i Catalogue of Life.